# Caryota ophiopellis
Caryota ophiopellis är en enhjärtbladig växtart som beskrevs av John Leslie Dowe. Caryota ophiopellis ingår i släktet Caryota och familjen Arecaceae.
Artens utbredningsområde är Vanuatu. Inga underarter finns listade i Catalogue of Life.